# 恐怖女子高校 アニマル同級生
『 恐怖女子高校 アニマル同級生 』（きょうふじょしこうこう アニマルどうきゅうせい）は、1973年に製作された日本映画。志村正浩監督。恐怖女子高校シリーズ第4作。

## キャスト
- 風花亜紀：池玲子
- 紅原竜子：衣麻遼子
- 小早川一絵：織部ゆう子
- 麻生政江：春日朱美
- 阿部定子 ：田島晴美
- 荒木真砂美 ：早乙女りえ
- 水谷仙子：愛田純
- 細井邦子：門馬喜美枝
- 五味康子：中井ミキ
- 太田鳥代：司京子
- 千原房江：美和じゅん子
- 桂木ユリ：荒牧啓子
- 深沢嵐子：一の瀕レナ
- 福田弘子：城恵美
- 尾野路江：泉水直子
- 堂幾代：芝容子
- 赤垣みどり：横山千恵子
- 篠原角太郎：金子信雄
- 鮫島蛮策：高野真二
- 剣持厳：汐路章
- 東田百々代：岡村文子
- 一色魔利：小島恵子
- 紅原寿美子：葵三津子
- 小山：富永佳代子
- 中年男：島田秀雄
- 重役風の男：那須伸太郎
- スペンサー：マイク・ダーニン
- 横井：大泉滉
- 若い男：奈辺悟
- 生徒：白川みどり、稲村理恵
- 梶村政男：成瀬正孝[1]
- 以下ノンクレジット
- パーティー出席者：藤本秀夫

## 同時上映
- 実録安藤組 襲撃篇
- 監督：佐藤純彌
- 主演：安藤昇

## シリーズ
- 第1作『恐怖女子高校 女暴力教室』
- 第2作『恐怖女子高校 暴行リンチ教室』
- 第3作『恐怖女子高校 不良悶絶グループ』